# TalkSPORT
talkSPORT (o Talksport) è una emittente radiofonica britannica del gruppo UTV Radio. Trasmette 24 ore al giorno notizie ed eventi sportivi.
Partner ufficiale della Premier League, commenta in diretta la massima serie del campionato inglese di calcio, della FA Cup, della Football League e della English Premiership. Tutti gli incontri della Premier League sono trasmessi in inglese ed in altre lingue, tra cui lo spagnolo e il cinese.

## Copertura sportiva
Talksport e Talksport 2 hanno la copertura esclusiva e non su diversi sport in UK:
Calcio
- Premier League
- English Football League
- EFL Cup
- EFL Trophy
- FA Cup
- England friendly internationals and away qualifiers
- Community Shield
- UEFA Champions League
- UEFA Europa League
- La Liga
- FIFA World Cup
- UEFA European Football Championship

Rugby
- Premiership Rugby
- European Rugby Champions Cup
- Anglo-Welsh Cup
- Rugby World Cup
- 2017 British and Irish Lions tour to New Zealand
- The Rugby Championship
- Super League
- World Club Series

Cricket
- ICC World Twenty20[3]
- ICC Champions Trophy[3]
- NatWest t20 Blast[4]
- Royal London One-Day Cup[4]
- Indian Premier League[5]

Ippica
- Grand National
- Royal Ascot
- Cheltenham Festival
- The Derby

Tennis
- ATP World Tour Masters 1000
- ATP World Tour Finals
- French Open
- Queen's Club Championships

Motorsport
- MotoGP

US sport
- NFL